# Wielgolas Duchnowski
Wielgolas Duchnowski – wieś sołecka w Polsce położona w województwie mazowieckim, w powiecie mińskim, w gminie Halinów.
W latach 1975–1998 miejscowość administracyjnie należała do województwa warszawskiego.
Wierni Kościoła rzymskokatolickiego należą do parafii Matki Odkupiciela w Wielgolesie Brzezińskim lub do parafii Świętych Apostołów Piotra i Pawła w Dębem Wielkim.